# 탈린 성벽

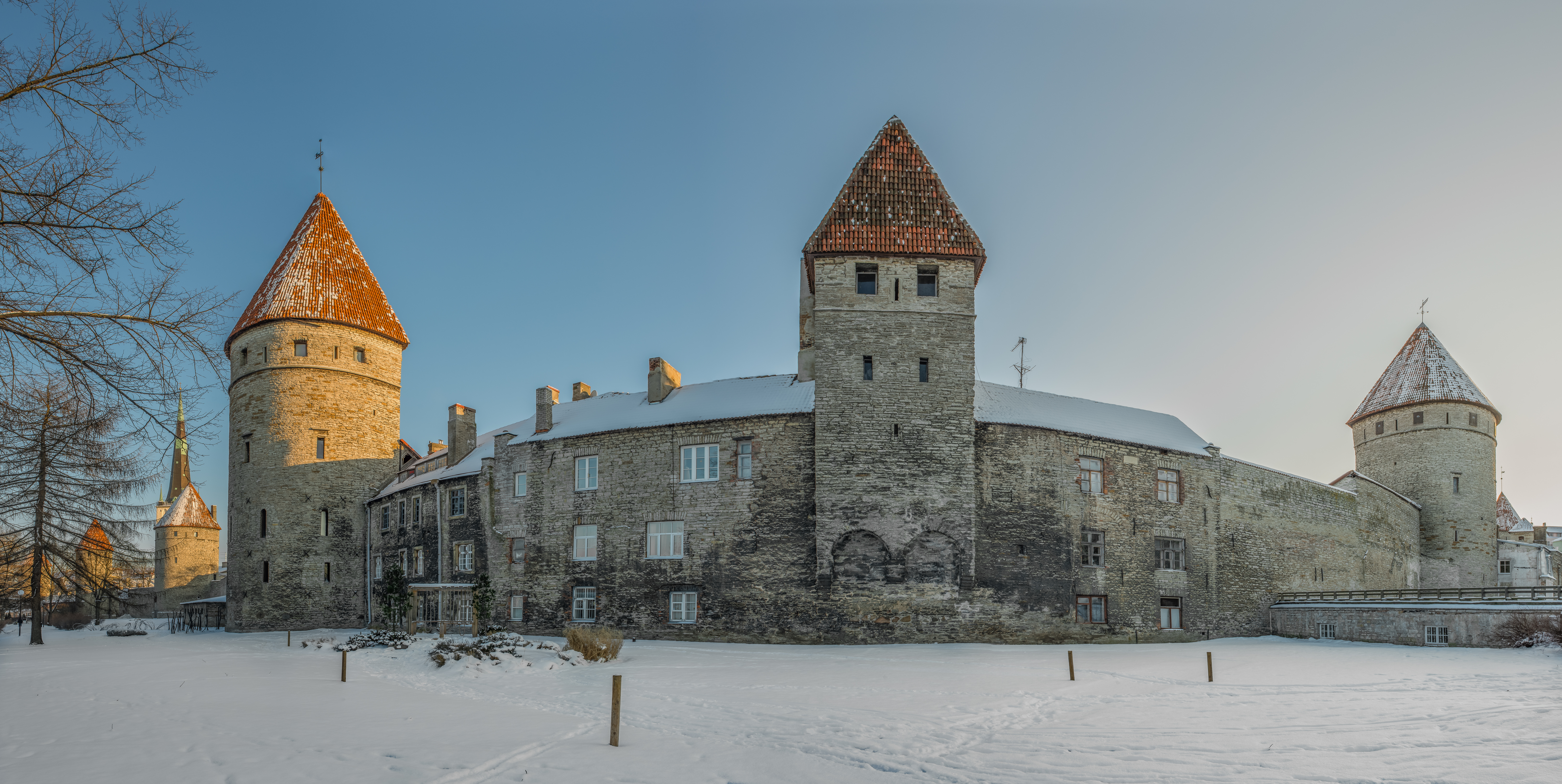
탈린 성벽

탈린 성벽(에스토니아어: Tallinna linnamüür)은 에스토니아 탈린 주변에 지어진 성벽이다.

## 역사
탈린 주변의 첫 번째 성벽은 1265년 마르가레트 삼비리아가 건설하도록 명령하여 '마르가레트 성벽'이라는 이름이 붙었다. 이 성벽은 높이가 5 미터 (16 ft)도 안 되었고 바닥의 두께는 약 1.5 미터 (4.9 ft)였다. 그 이후로 확장되고 보강되었다. 성벽과 많은 문은 오늘날에도 여전히 대부분 남아 있다. 이것이 탈린 역사 지구가 세계문화유산이 된 이유 중 하나다. 성벽은 14세기에 확장되었고 탈린 시민들은 경비 임무에 나서야 했는데, 이는 갑옷을 입고 침략자에 맞설 준비가 되어 있음을 보여주기 위한 것이었다.